# Іона (фільм, 1987)
«Іона» (рос. «Іона») — молдовський радянський художній фільм 1987 року режисера Валеріу Жерегі.

## Сюжет
Дія відбувається в провінційному молдовському містечку. Випускниця школи Міліка поки не зробила вибір своєї майбутньої професії. Але Міліка більше переживає з приводу розладу в сім'ї — їй стало б зрозуміло, що мати і батько більше не люблять один одного. Дівчина влаштовується на птахофабрику, але робота не приносить їй задоволення…

## У ролях
- Анжела Чобану
- Петру Чобану
- Іон Суружіу
- Тетяна Фрунзе
- Вікторія Малай
- Іон Морару
- Ольга Чолаку
- Олександру Олару

## Творча група
- Сценарій: Валеріу Жерегі
- Режисер: Валеріу Жерегі
- Оператор: Андрій Солонар, Микола Харін
- Композитор: Влад Друк, Іон Алдя-Теодорович